# Antonia Pepita Giesler
Antonia Pepita Giesler ist eine deutsche Kamerafrau.

## Leben
Antonia Pepita Giesler absolvierte 2017 den Bachelor of Arts in Film und Fernsehen an der Hochschule Mittweida mit der Spezialisierung Kamera. Anschließend arbeitete sie unter anderem als Produktions- und Regieassistenz sowie als Videoassistenz am Maxim-Gorki-Theater Berlin. 2021 schloss sie ihren Bachelor in Cinematography an der Filmuniversität Babelsberg Konrad Wolf ab. Aktuell studiert sie im Master.
Ihre Filme wurden auf vielzähligen Festivals gezeigt und unter anderem für den Deutschen Kurzfilmpreis 2021 nominiert. Sie graduierte mit Schwarmtiere, einer Ko-Produktion mit ZDF/3sat, für welchen sie auch 2022 für den Michael-Ballhaus-Preis First Steps Filmpreis nominiert wurde. Im Jahr 2023 war sie Mitglied der Jury des 38. Friedensfilmpreis auf den 73. Internationalen Filmfestspielen Berlin.
Antonia Pepita Giesler lebt und arbeitet in Berlin und Niedersachsen.

## Filmografie (Auswahl)
- 2019: Saison du cygne – Regie: Alison Kuhn (Dokumentarfilm, 15')
- 2020: Krise ist immer – Regie: Dan Dansen (Spielfilm, 60')
- 2021: Fluffy Tales – Regie: Alison Kuhn (Kurzspielfilm, 15')
- 2022: Schwarmtiere – Regie: Alison Kuhn (Mittellanger Spielfilm, 30')
- 2022: Benedikt – Regie: Katrin Memmer (Dokumentarfilm, 71')

## Auszeichnungen (Auswahl)
- 2022: Arte Dokumentarfilmpreis für Benedikt
- 2022: spezielle Jury-Erwähnung beim Krakow Filmfestival für Schwarmtiere
- 2022: Spezialpreis der Jury beim Festival Shorts Offenburg für Fluffy Tales
- 2022: Publikumspreis beim Filmfest Dresden 2022 für Fluffy Tales